# Грей, Брайан
Бра́йан Грей (англ. Brian Gray; род. 4 июля 1968) — шотландский кёрлингист и тренер по кёрлингу.
С 1999 занимается тренерской работой. Кроме тренировки отдельных национальных сборных, работал национальным тренером (англ. national coach) национальных ассоциаций/федераций кёрлинга: Турции (2010—2011 и 2018), Латвии (2013), Эстонии (2017—2018).
Как тренер смешанной парной сборной Финляндии участник зимних Олимпийских игр 2018.

## Результаты как тренера национальных сборных
| Год  | Турнир                                                   | Сборная                | Место |
| ---- | -------------------------------------------------------- | ---------------------- | ----- |
| 1999 | Чемпионат мира по кёрлингу среди женщин 1999             | Швейцария (женщины)    | 5     |
| 1999 | Чемпионат Европы по кёрлингу 1999                        | Швейцария (женщины)    | 3     |
| 2000 | Чемпионат мира по кёрлингу среди женщин 2000             | Швейцария (женщины)    | 2     |
| 2002 | Чемпионат Европы по кёрлингу 2002                        | Швейцария (женщины)    | 5     |
| 2005 | Чемпионат Европы по кёрлингу 2005                        | Латвия (женщины)       | 21    |
| 2007 | Чемпионат Европы по кёрлингу 2007                        | Латвия (мужчины)       | 13    |
| 2008 | Чемпионат Европы по кёрлингу среди смешанных команд 2008 | Латвия (смеш. команда) | 12    |
| 2008 | Чемпионат Европы по кёрлингу 2008                        | Латвия (мужчины)       | 20    |
| 2009 | Чемпионат Европы по кёрлингу 2009                        | Латвия (мужчины)       | 15    |
| 2010 | Чемпионат мира по кёрлингу среди женщин 2010             | Латвия (женщины)       | 12    |
| 2010 | Чемпионат Европы по кёрлингу среди смешанных команд 2010 | Турция (смеш. команда) | 23    |
| 2010 | Чемпионат Европы по кёрлингу 2010 (группа C)             | Турция (мужчины)       | 6     |
| 2010 | Чемпионат Европы по кёрлингу 2010                        | Турция (женщины)       | 20    |
| 2011 | Зимняя Универсиада 2011                                  | Турция (юниоры муж.)   | 9     |
| 2011 | Зимняя Универсиада 2011                                  | Турция (юниоры жен.)   | 10    |
| 2011 | Чемпионат Европы по кёрлингу 2011                        | Италия (женщины)       | 6     |
| 2012 | Чемпионат мира по кёрлингу среди женщин 2012             | Италия (женщины)       | 10    |
| 2014 | Чемпионат Европы по кёрлингу 2014                        | Чехия (мужчины)        | 5     |
| 2015 | Чемпионат мира по кёрлингу среди женщин 2015             | Чехия (мужчины)        | 9     |
| 2016 | Чемпионат мира по кёрлингу среди женщин 2016             | Италия (женщины)       | 12    |
| 2016 | Чемпионат мира по кёрлингу среди смешанных пар 2016      | Эстония (смеш. пара)   | 6     |
| 2017 | Чемпионат Европы по кёрлингу 2017                        | Чехия (мужчины)        | 13    |
| 2018 | Зимние Олимпийские игры 2018 (смешанные пары)            | Финляндия (смеш. пара) | 7     |
| 2024 | Чемпионат Европы по кёрлингу 2024                        | Польша (женщины)       | 13    |